# クロネス AG
クロネスAGは、ドイツの包装及びボトル詰め機械のメーカーである。プラスチック及びガラス製のボトルや飲料缶への飲料充填においては世界有数の製造ラインメーカーである。同社は、ポリエチレンテレフタレート（PET）ボトルを製造するストレッチブロー成形機を製造し、加えてボトルフィラー、ラベル貼り機、ボトル洗浄機、液体殺菌装置、検査機、パッキング機及びパレタイザを製造している。飲料製造に関連するマテリアルフローシステム及びプロセス技術、加えて醸造所、乳製品及び清涼飲料製造業界クライアント向けのシロップ工場技術の提供により同社の製品群はその完璧さを発揮している。同社は、PETボトルの製造工程に特に注目しPET経済に貢献している。現時点で存在する一番軽量の蒸留水用PETボトルは6.6グラムであり、クロネスは、パッケージ販売のカテゴリで2008年ドイツ包装賞を受賞した。 持続可能性プログラム、"エンバイロ"は機械やシステムを設計するためのグループの独自規格である。これによりユーザーは、認定された消費データの技術的コントロールボード（TÜV）を取得することができる。

## 沿革
クロネスの企業進化は第二次世界大戦後、ドイツで流行していた「起き上がれ。そして、楽観的に進もう。」の精神に密接に繋がっている。今日の理事会会長の父親であったHermann Kronseder氏が1951年に同社を設立し、彼自身の設計による半自動ラベル貼り機の製造を開始した。以降、継続的な成功を遂げている。1960年代から同社の製造範囲は、パッキングと充填システムまで拡張された。1980年に、同社は、クロネスAGとして株式会社になった。そして、他の企業を徐々に買収し、現在の飲料業界向けマシンを全て取り揃えるまでに至る礎になっている。
- 1983年：アントンSteinecker Maschinenfabrik（醸造所）、フライジング、ドイツ
- 1988年：Zierk機械製造有限会社（瓶洗浄）、フレンスブルク、ドイツ
- 1998年：マックスケトナー社（包装機械）、ローゼンハイム、ドイツ
- 2000年：サンダーハンセンA/ S（殺菌システム）、ブロンビー、デンマーク

## 企業データ
グループ本部はドイツのレーゲンスブルクの近くのノイトラウブリングにある。ドイツでは合計9098人が雇用されている。新しい機械やシステムはすべてドイツの生産設備（ノイトラウブリング、ニッテナウ、フレンスブルク、フライジング及びローゼンハイム）で製造されている。国際的市場に焦点を当てた同社は総売上高の80%以上を海外販売に依存しており、世界中に40の子会社が存在する。

## 子会社
- KICクロネスGmbH　‐ドイツ ノイトラウブリング（ラベルやカートン包装用ハイテク接着剤、加えて加工及び製造材料）
- KOSME S.R.L. ‐イタリア ロヴェルベッラ（中規模企業向け充填マシン及び包装マシン）

上記子会社は飲料充填分野において更にマーケットシェアを占めている。同社は2010年には新たに約400件の特許を出願し、利益の約5%を研究及び開発へ投資している。
2011年、提出した特許と実用新案の数は2,200に増えた

## 組織

### プラスチックエンジニアリング
同社の最優先は、ストレッチブロー成形機に置かれている。同マシンは一時間に12800〜80000本、3リットル大までのペットボトルの製造が可能である。一方、PETリサイクルシステムは、進歩的な温度制御と汚染除去機能を搭載したPETフレーク洗浄工程が基本になっている。

## 充填及び包装テクノロジー
ロータリーのコンセプトを有するリンス、充填及びキャッピングラインが注目されている。高速作業（最大60,000ボトル/時間または約10万缶/時間）に適しているのは唯一ロータリーラインであるため、同企業は、インライン構造とは違う際立った特徴を有している。それには飲料向け高pH値(> 4,5)無菌充填システムが含まれる。容器の消毒及び封止にはPESあるいはH202が使用されている。また、同社の製品群には、ボトル洗浄機、ボトル及び結束の検査及び制御システム、コールド及びホット接着剤用ラベル貼り機または自己粘着ラベリングといったさらなる飲料製造過程のマシンが全種取り揃えられている。更に、一方向または往復式包装結束機、ソーティング及びグループ化ステーション及びパレチゼーションシステムが同社の活動範囲を補完している。

## プロセスエンジニアリング
醸造所は、供給設備を伴い、且つ発酵及び貯蔵セラー機器を取り揃えた醸造所を完備している。更に同社はノンアルコール飲料製造工場向けにシロップ製造エリア及びミキシング及び炭化用機器を提供している。飲料保存システムとしては、UHTのような熱処理システム及び瞬間熱処理システム、または殺菌システムがある。

## マテリアルフローエンジニアリング
物流システムは、完成品の流通だけではなく製造ラインへの原材料、生産資材及び副資材供給を管理している。物流システムではブロック保管や自動倉庫システムのいずれかが適用されている。さらに、機器保証運転実施により複合製品パレットの製造が可能になった。積み上げ、積み下ろし手順におけるフォークリフト指導や構内管理システムにより企業計画が改善されている。

## 注目すべき出来事
- 1997年　PETボトル生産用ストレッチブロー成形機の製造を開始。
- 2000年　取り扱い困難なソフトドリンクの最初の無菌充填ラインを納入。[6]
- 2002年　最初のPETリサイクルラインを初公開。ペットボトルを回収し、食品グレードの原料として再利用することを可能にした。
- 2005年　同企業はH2O2を用いた乾燥滅菌を導入し、無菌充填技術を拡大した。：クロネス社は、既に過酢酸を用いた殺菌技術を提供していたため、これら両技術を提供する唯一の企業である。
- 2010年　フレックスウェイブ - PETボトルのエネルギー効率を高くするためマイクロ波を用いた新しい加熱システム、新ProShape開発 - 楕円形及び非対称プラスチック容器の製造手法が、市場に紹介された。

1. ドイツパッケージアワード[7]

- 2011年　LitePac導入。それは飲料包装の完全なる新手法である。PETボトルの結束に、ストラップテープとキャリングハンドルが用いられ、それにより包装により発生する廃棄物が従来のシュリンクフィルム包装に対し75%の削減が可能になった。[8]

## 売上高

### 連結売上高[9][5][10]
- 2005年  1695万ユーロ
- 2006年  1911万ユーロ
- 2007年  2156万ユーロ
- 2008年  2381万ユーロ
- 2009年  1865万ユーロ
- 2010年  2173万ユーロ
- 2011年  2480万ユーロ
- 2012年  2664万ユーロ
- 2013年  2820万ユーロ

### 2013年の部門別売上高内訳[1]
- アルコール飲料46,0パーセント
- ソフトドリンク45,6パーセント
- 食品、化学、医薬品、化粧品8,4パーセント

### 役員
- Volker Kronseder
- Rainulf Diepold
- Werner Frischholz
- Christoph Klenk
- Thomas Ricker

監査役会会長：Ernst Baumann